# 小行星9031
小行星9031（英語：9031）是一颗围绕太阳公转的小行星。1989年11月29日，安東寧·姆爾科斯在克列特发现了此天体。
这颗小行星的绝对星等为321.0912616707923等。